# Zé Kalanga
 Zé Kalanga  de son vrai nom  Paulo Batista Nsimba, né le 10 décembre 1983 à Luanda, est un footballeur angolais. Il joue au poste de milieu de terrain avec l'équipe d'Angola et le club de Boavista.

## Biographie
Formé à Petro atlético de luanda, Zé kalanga intègre les pros en 2004 alors qu'il n'a que 20 ans. Il joue deux saisons qui lui permettent de se faire remarquer. En fin de saison (2006-07), il quitte son club formateur pour le Dinamo Bucarest. Il découvre le championnat roumain et ses nouveaux coéquipiers. Il se fait vite remarquer en marquant son premier but face au club rival du Dinamo Bucarest, le Rapid Bucarest, ce qui permit à son équipe de gagner le match. Pour sa première saison avec ce club, il gagne le championnat roumain. 
En 2007 il est prêté à Boavista. Au Portugal, il est crédité d'une bonne saison mais la descente du club, à cause de l'affaire dite du « sifflet doré » (« Apito Dourado (en) »), ne permet pas le prolongement de son contrat au Portugal. Il retourne donc en Roumanie pour la saison 2008-09.

### En équipe nationale
Il obtient sa  première sélection chez les palancas negras contre le Nigeria lors du match des Qualifications CAN-CDM 2006, en entrant en jeu en cours de match. Il est titularisé pour la première fois contre le Portugal, profitant de la blessure de Gilberto,le 11 juin 2006 en phases finales de la Coupe du monde de football 2006. Il fait une prestation moyenne, l'Angola perd sur le score de 0-1. Contre le Mexique il fait une prestation décevante. Le déclic a eu lieu contre l'Iran, sa prestation lui vaut d'être désigné comme Homme du match par la FIFA.
Il participe ensuite à la coupe COSAFA 2006, l'Angola atteint la finale doit s'incliner face à la Zambie. 
Il participe à la Coupe d'Afrique 2008 au Ghana. Il joue 4 matchs et la sélection réalise un bon parcours mais est éliminé en quart-de-finale.

## Palmarès
- Champion de Roumanie en 2007 (Dinamo Bucarest).
- Élu meilleur joueur angolais en 2006.
- Coupe COSAFA : Finaliste en 2006 ( Angola)
- Coupe d'Afrique 2008 : Quart-de-finaliste  ( Angola)